# American Football Conference
American Football Conference (skrót: AFC, Amerykańska Konferencja Futbolowa) - jedna z dwóch konferencji w zawodowej lidze futbolu amerykańskiego, National Football League (NFL).

## Historia
AFC powstała na początku roku 1970, gdy doszło do połączenia dwóch rywalizujących do tego czasu lig futbolowych: NFL oraz American Football League (AFL). Nowo powstała liga, która przejęła nazwę NFL, została pierwotnie podzielona na 6 dywizji (po 3 w każdej konferencji). Trzy drużyny z NFL (Cleveland Browns, Pittsburgh Steelers oraz Indianapolis Colts) weszły w skład AFC z dziesięcioma drużynami ligi AFL. Z pozostałych drużyn ligi NFL uformowano drugą konferencję - National Football Conference (NFC).
Kibice drużyn dawnej AFL okazywali niezadowolenie, gdyż liga porzuciła swoją nazwę i logo łącząc się ze swoim dotychczasowym, znienawidzonym rywalem. Jedyną pociechą był fakt, że nowo powstała konferencja AFC przejęła elementy loga AFL (litera "A" i otaczające ją gwiazdy). Od swego powstania w roku 1970 logo AFC pozostaje niemalże niezmienione, nie licząc lekkiego pogrubiania litery "A". Chociaż litera "A" w logo ligi AFL była niebieska, w logo konferencji AFC została z niewyjaśnionego powodu zamieniona na czerwoną.
Od czasu połączenia lig, do konferencji AFC dołączyło 5 zespołów, zaś dwa odeszły, co ustaliło liczbę drużyn na poziomie 16. Gdy Seattle Seahawks i Tampa Bay Buccaneers dołączyły do NFL w roku 1976, zostały przydzielone odpowiednio do NFC i AFC. Po jednym sezonie zamieniły swoje miejsca w konferencjach. Rozszerzenie w roku 1995 powiększyło AFC o drużynę Jacksonville Jaguars. W roku 2002, podczas dużej reorganizacji ligi, Seahawks wróciły do NFC.
W roku 1996 doszło do zawieszenia zespołu Cleveland Browns, a jego miejsce w AFC zajęła nowa drużyna, Baltimore Ravens. W roku 1999 Browns reaktywowali swój udział w NFL.
Gdy Houston Oilers opuścili swoje miasto w roku 1997, a dwa lata później stali się Tennessee Titans, właściciel drużyny wynegocjował z NFL zastrzeżenie nazwy "Oilers". Dlatego, gdy w roku 2002 doszło do rozszerzenia ligi, do AFC trafił zespół Houston Texans.

## Podział
Konferencja AFC składa się z 16 drużyn, podzielonych na 4 dywizje po 4 zespoły każda:
- AFC East (Dywizja Wschodnia): Buffalo Bills, Miami Dolphins, New England Patriots, New York Jets
- AFC North (Dywizja Północna): Baltimore Ravens, Cincinnati Bengals, Cleveland Browns, Pittsburgh Steelers
- AFC South (Dywizja Południowa): Houston Texans, Indianapolis Colts, Jacksonville Jaguars, Tennessee Titans
- AFC West (Dywizja Zachodnia): Denver Broncos, Kansas City Chiefs, Las Vegas Raiders, Los Angeles Chargers

## Rozgrywki w sezonie
W sezonie ligowym każdy z 16 zespołów konferencji gra dwa mecze (u siebie i na wyjeździe) z trzema pozostałymi drużynami w dywizji oraz 10 meczów z pozostałymi drużynami NFL, które zostały mu przydzielone przez ligę w maju poprzedniego roku. Dwa z tych dziesięciu spotkań ustala się na podstawie wyniku drużyny w poprzednim sezonie. Pozostałe 8 meczów zespół rozgrywa z drużynami dwóch innych dywizji, zmienianych co sezon.
Przykład: W sezonie 2006, każdy z zespołów Dywizji Wschodniej AFC grał z wszystkimi zespołami Dywizji Południowej AFC i Dywizji Północnej NFC.
Ten sposób rozgrywek jest dla wszystkich drużyn jednej dywizji gwarancją gry przeciw wspólnym rywalom z handicapem 2 spotkań przydzielonych na podstawie siły drużyny z poprzedniego sezonu. W konferencji NFC rozgrywki prowadzone są w identycznym systemie.

## Faza play-off
Po zakończeniu sezonu następuje faza rozgrywek play-off, w której uczestniczy 6 najlepszych zespołów AFC: czterech zwycięzców dywizji oraz dwie drużyny nie-zwycięskie ("dzikie karty") z najlepszym dorobkiem punktowym w całej konferencji. Faza kończy się zwycięstwem jednej z drużyn, która staje się Mistrzem AFC, zdobywa Nagrodę Lamara Hunta i awansuje do Super Bowl, w którym mierzy się ze zwycięzcą konferencji NFC.